# Фотий Крылов (судно)
«Фотий Крылов» (СБ 135) проект Р-5757 — океанский спасательный буксир в составе Тихоокеанского флота ВМФ РФ. Назван в честь контр-адмирала Крылова, начальника ЭПРОНа и Аварийно-спасательного управления ВМФ СССР в 1932—1943 годах. Построен на финской верфи «Холлминг Лтд» вместе с однотипным буксиром «Николай Чикер» (СБ 131) по заказу ВМФ СССР, спущен на воду в 1989 году.
По развиваемой тяговой мощности в 291 тонну некоторое время был занесён в Книгу рекордов Гиннесса как самый большой и мощный буксир в мире. Способен транспортировать суда водоизмещением до 250 тысяч тонн при 8-балльном волнении моря со скоростью 4 узла, что позволяет ему обслуживать суда всех типов в широком погодном диапазоне.

## История
«Фотий Крылов», проектное название СБ 135, был изготовлен на верфи «Холлминг Лтд» (ныне компания STX Europe) в финском городе Раума в 1989 году по заказу ВМФ СССР. Вместе с однотипным буксиром «Николай Чикер» (СБ 131) образует тип судов «Фотий Крылов». Постройка двух судов обошлась СССР в 50 миллионов долларов.

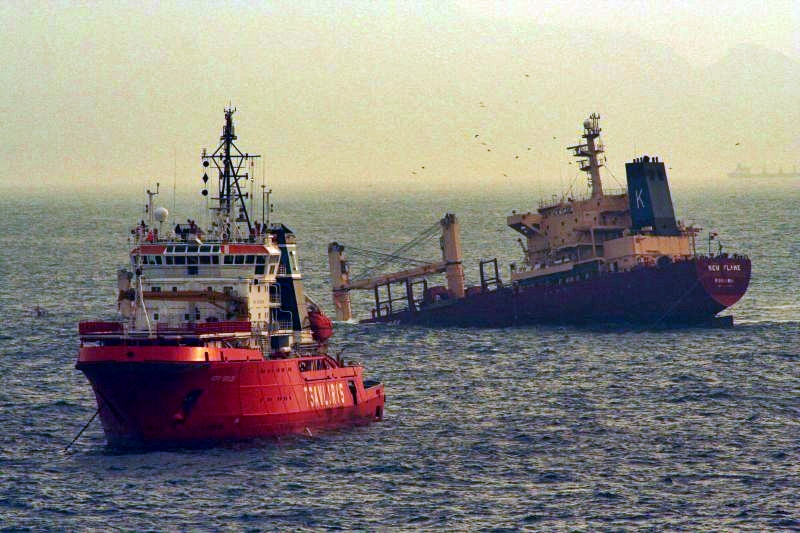
Фотий Крылов и M/V New Flame, Гибралтар, 13 октября 2007 года

В 1993 году «Фотий Крылов» вместе с буксиром СБ 408 (проект 712) были сданы в аренду компании «Интертаг ЛТД» за 1 доллар США и впоследствии несколько раз незаконно перепроданы. Последним обладателем судна стала греческая компания «Цавлирис» (Tsavliris), которая использовала его для выполнения спасательных работ в Атлантическом океане, при ней судно имело название Tsavliris Giant и ходило под флагом Азорских островов. После безуспешных попыток разыскать «Фотия Крылова» командование ВМФ обратилось в компанию «Совфрахт», которая нашла судно. Потребовалось несколько судебных процессов, после которых судно было возвращено РФ и передано компании «Совфрахт-Владивосток» в 2003 году. На оформление документов и техническое обслуживание ушло несколько лет. В 2008 году «Фотий Крылов» вновь заступил на дежурство в составе Тихоокеанского флота РФ.
С января по март 2009 года буксир в составе отряда боевых кораблей (ОБК) во главе с большим противолодочным кораблём «Адмирал Виноградов» участвовал в патрулировании Аденского залива для защиты коммерческих судов от нападения пиратов. В июне 2010 года вместе с гвардейским ракетным крейсером «Варяг», флагманом Тихоокеанского флота, и танкером «Борис Бутома» совершил дружественный визит в американский порт Сан-Франциско.
С августа по октябрь 2014 года прошёл доковый ремонт и сервисное обслуживание, заменена забортная арматура, очищены и покрашены подводная и надводная части корпуса, отремонтирована винто-рулевая группа.
По состоянию на май 2015 года входит в тактическую группу №1 Средиземноморской эскадры ВМФ России (ОпЭСК) с ротационным корабельным и судовым составом. С базированием на Тартус (Сирийская Арабская Республика). Организационно эскадра подчинена командующему Краснознамённым Черноморским флотом.
5 августа 2020 года вместе со спасательным судном «Игорь Белоусов», принял участие в специальных тренировках на случай нештатного приводнения космического корабля «Союз», на траектории выведения на орбиту, во время старта с космодрома Байконур.

## Оснащение
Судно оснащено рядом комплексов предназначенных для выполнения спасательных работ, в том числе подводных: барокамера, водолазное снаряжение, дистанционные подводные видео камеры, устройства для размывки грунта, сварки и резки металла под водой, металлоискатели. «Фотий Крылов» оборудован устройствами для тушения пожара на других судах с помощью пламегасящей жидкости. Медицинская служба представлена операционной и тремя больничными палатами. На носовой части судна расположена вертолётная площадка, способная принимать вертолёты с пострадавшими 24 часа в сутки и производить их дозаправку.
Мостик судна оборудован тремя пультами управления, что позволяет управлять им при необходимости с правого и левого бортов или с кормы.